# Square Bichat
Pour les articles homonymes, voir Bichat.
Le square Bichat est un jardin public de la commune de Nancy, département de Meurthe-et-Moselle, en Lorraine, région Grand Est.

## Situation et accès
Il se situe dans la partie nord de Nancy, au sein du quartier administratif Ville Vieille - Léopold, en s'appuyant à l'ouest sur l'hôtel de Fontenoy inscrit au titre des monuments historiques, actuellement Cour administrative d'appel de Nancy et longeant la rue de la Craffe au nord et la rue du Haut-Bourgeois au sud. On y accède, par un escalier de quelques marches, rue des frères Henry à l'est. Il est ouvert au public.

## Historique
Le jardin particulier de l'hôtel de Vitrimont puis de Fontenoy créé lors de la construction de l'immeuble en 1722-1723, est aménagé en jardin irrégulier au XIXe siècle « garni d'arbres forestiers de haute futaie et de plantes d'ornement ». Laissé à l'abandon au XXe siècle, « les allées disparaissent sous les herbes » lorsque la ville l'achète avec l'immeuble en 1922. Sa disparition et sa transformation en square sont dues au percement en 1934 de la rue des Frères Henry : les murs de clôture nord et sud sont abattus, le jardin est amputé de sa partie est. La partie restante, attenante à l'aile droite de l'hôtel, est aménagée en square en 1935 sous la direction de l'architecte municipal Maire. On y installe le monument à Ernest Bichat, réalisé en 1909, et jusqu'alors placé entre la porte de la Craffe et l'Institut de mathématiques et de physique devenu collège de la Craffe. Le monument est inauguré le 13 juin 1909, en présence du ministre de l’Instruction publique, Gaston Doumergue.

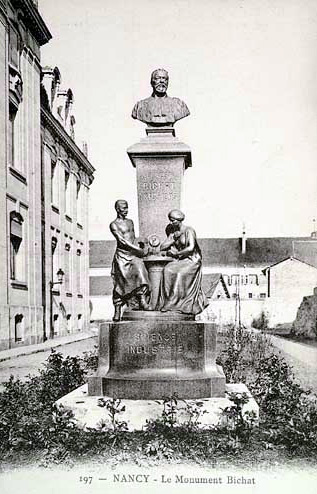
Monument en 1909
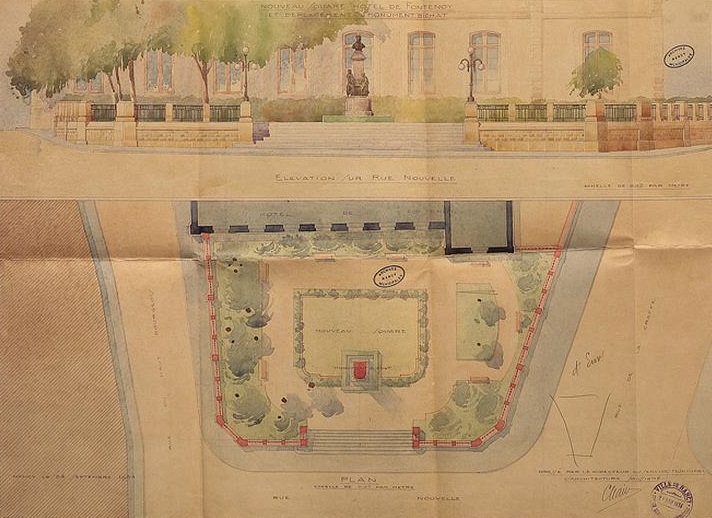
Projet du square en 1934
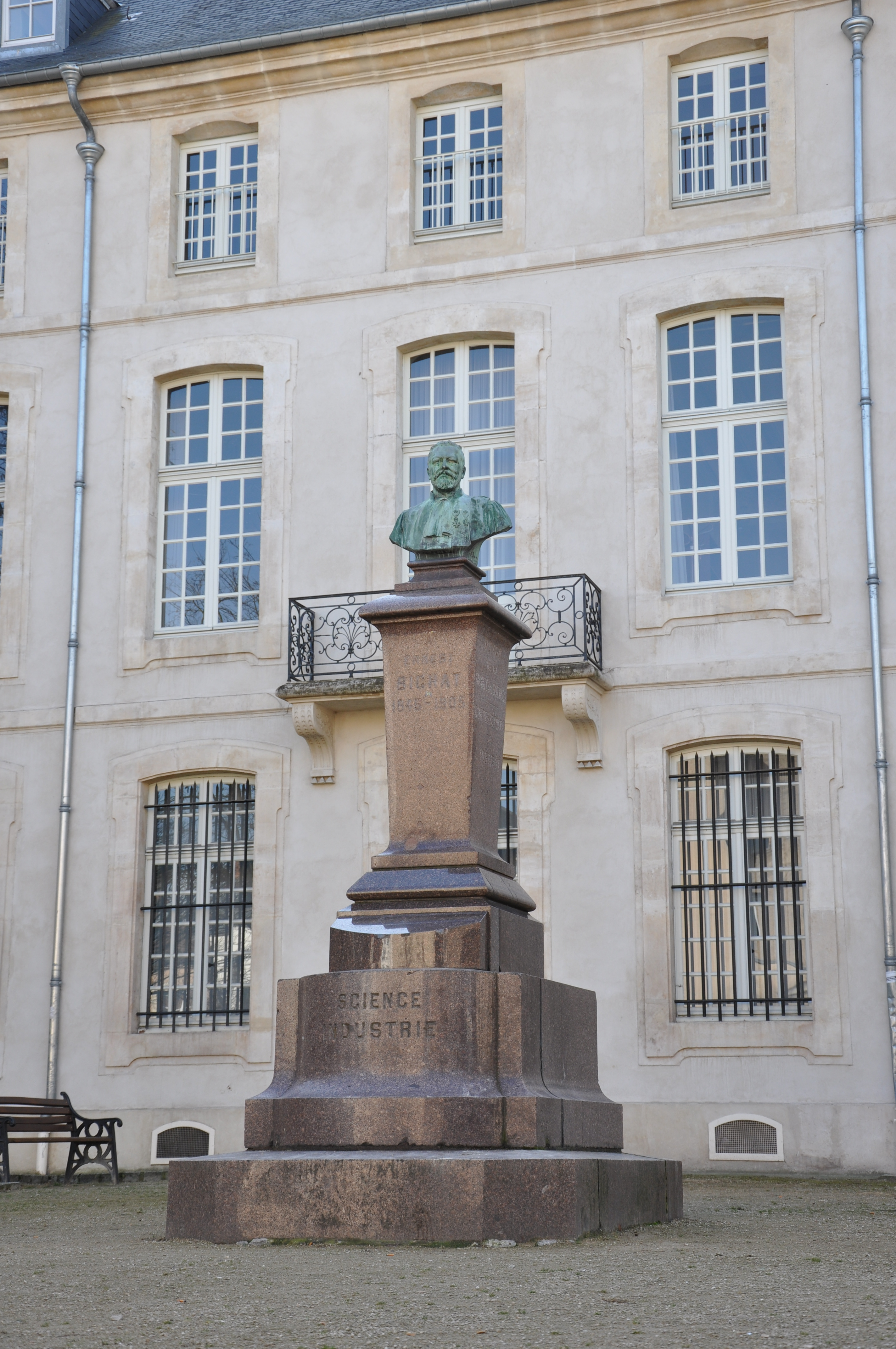
Monument en 1935

## Origine du nom

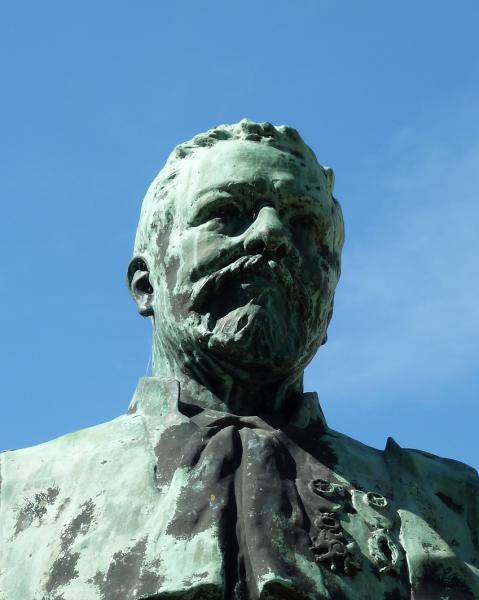
Buste d'Ernest Bichat

Il porte le nom d'Ernest Bichat (1845-1905), né à Lunéville et mort à Nancy, physicien français, membre du Conseil supérieur de l'Instruction publique, président du Conseil général de Meurthe-et-Moselle, doyen de la Faculté des sciences de 1888 à 1905 et correspondant de l'Institut de France.

## Descriptif
Ce square de forme rectangulaire est un jardin régulier de niveau avec des arbres isolés et des pièces de gazon. Il est entouré d'une légère clôture.
Au centre, sur un parterre de sable, est érigé le monument à Ernest Bichat du sculpteur lorrain Ernest Bussière dont le socle est en granit rose et la statue en bronze. L'inscription sur le socle indique : Ernest Bichat 1845-1905 / Science Industrie / Membre du Conseil Supérieur de l'instruction publique / Président du Conseil Général de Meurthe-et-Moselle / Doyen de la faculté des sciences / Correspondant de l'Institut.
Sur le socle, encadrant le monument selon un schéma iconographique prisé au début du XXe siècle, deux statues en bronze symbolisaient l'alliance de la science et de l'industrie : la science représentée par une femme assisse devant un galvanomètre et étudiant les propriétés magnétiques d'un anneau de dynamo présenté par un forgeron symbolisant l'industrie. Ces deux statues ont été enlevées et fondues durant la Première guerre mondiale. Le buste en bronze caché en 1943 dans les sous-sols de la faculté toute proche a échappé à la fonte. Après un vol, une copie du buste de Lunéville est réalisée par Huguenin en 1990.

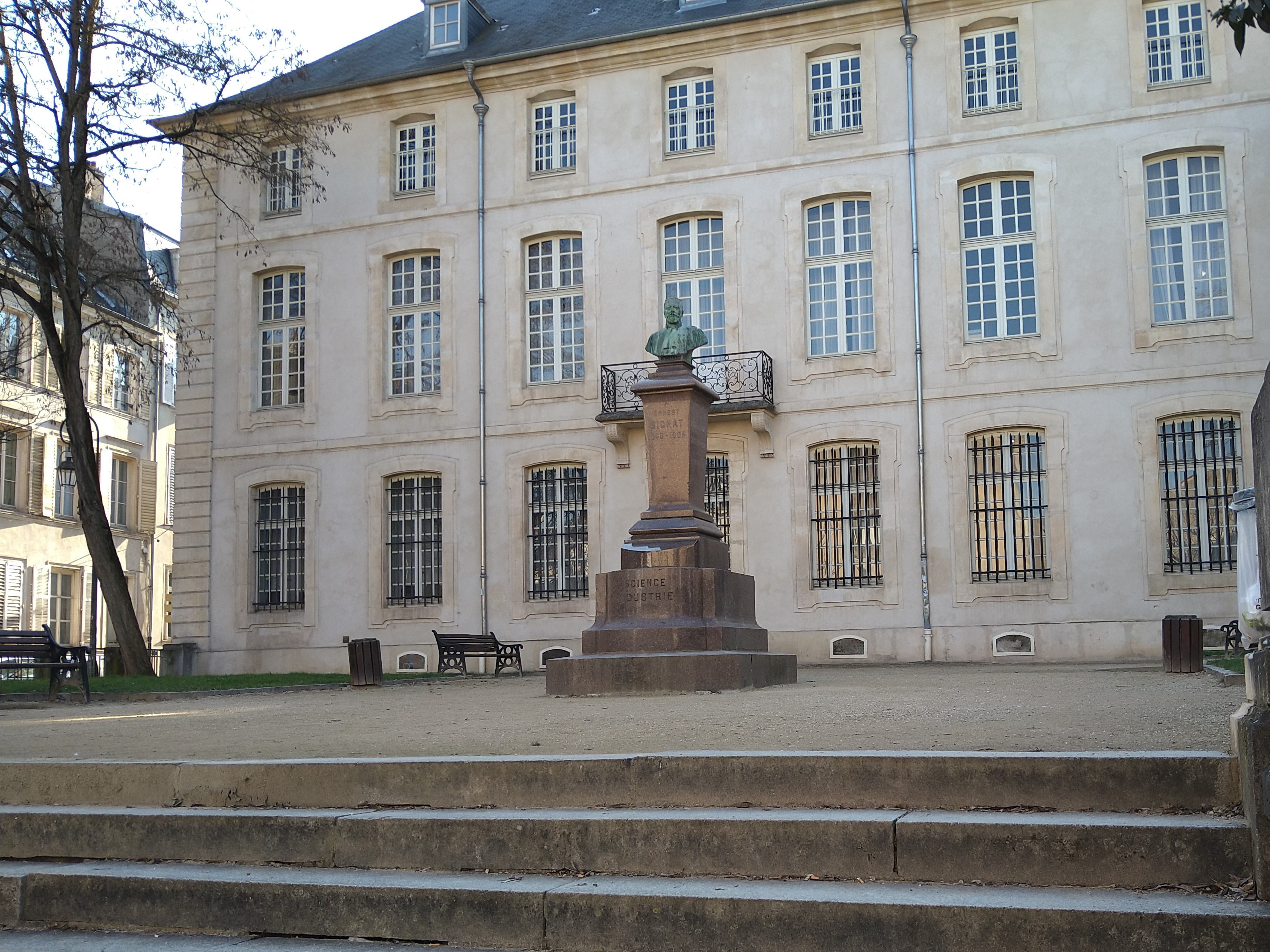
Hôtel de Fontenoy
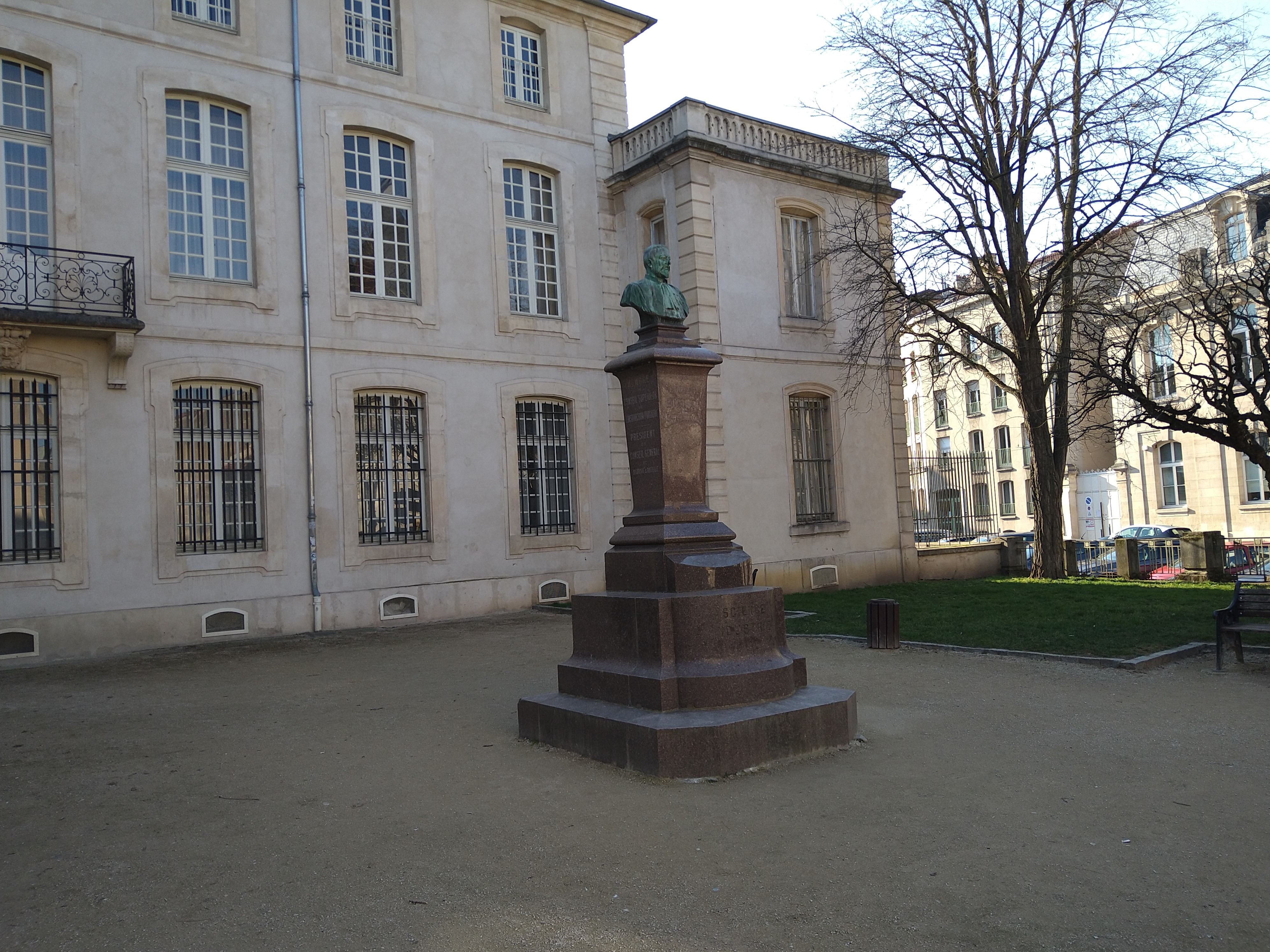
Square Bichat
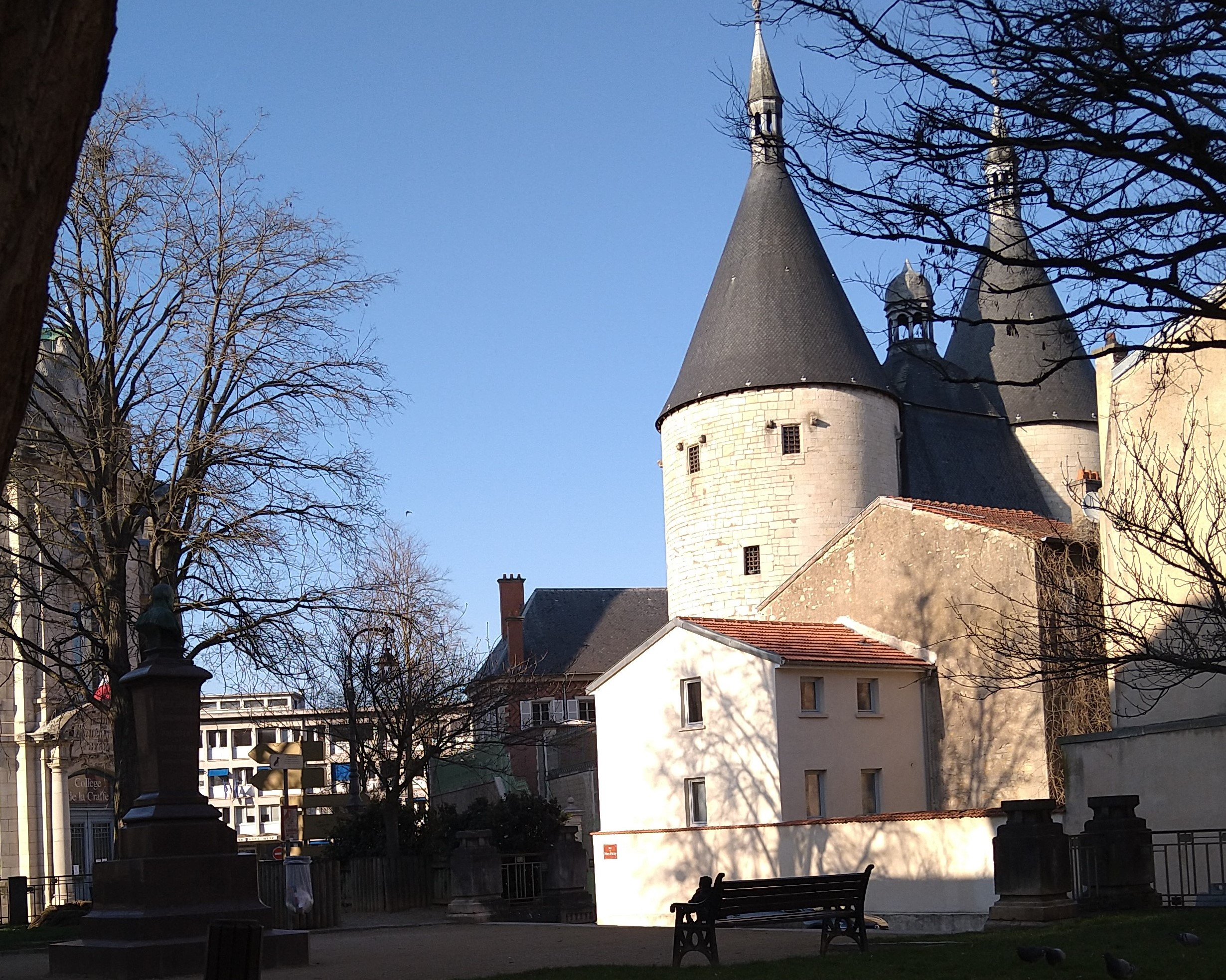
Porte et de la Craffe et l'Institut

.